# Городской район
Городской район или внутригородской район, район в городе, район города (иногда — внутригородской округ) — низовая административно-территориальная единица, включающая часть территории города в Российской Федерации — России и ряде других государств (преимущественно бывших союзных республик Советского Союза).

## Характеристика
Городские районы или районы города выделены в целях рациональной организации управления городским хозяйством, улучшения обслуживания населения города и приближения органов местного самоуправления в городе к населению. На районы, как правило, подразделяются города, насчитывающие более 150 тыс. жителей.
В некоторых городах России внутригородской район представляет собой также внутригородское муниципальное образование, входящее в состав городского округа с внутригородским делением. В таких субъектах России городские районы признаются единицами местного самоуправления, то есть муниципальными образованиями. В других субъектах России они являются лишь административной единицей, где  создаются только подразделения городских органов управления.
Внутреннее деление городов на районы началось вводиться в крупных городах Союза ССР с 1920—1930-х годов. Городские районы образовывались в городах в основном с населением более 200 тыс. человек (1 район приблизительно равнялся в среднем 100 тыс. человек). На территории СССР по состоянию на 1989 год существовало 623 района (из них 376 — в РСФСР, 120 — в УССР) в 143 городах (85 — в РСФСР, 26 — в УССР). То есть в среднем на один город, имеющий районное деление, приходилось по 4,4 городских района (4,4 — в РСФСР и 4,6 — в УССР).
Количество районов:
- 1941 год: 402 городских района в СССР (из них 256 — в РСФСР, 78 — в УССР, 19 — в Азербайджане);
- 1947 год: 541 городской район в СССР (из них 345 — в РСФСР, 95 — в УССР, 21 — в КазССР);
- 1960 год (в период временного укрупнения или ликвидации районов): 336 городских районов в СССР (из них 196 — в РСФСР, 74 — в УССР, 11 — в БССР, 10 — в АзССР, 9 — в КазССР, 8 — в ГССР, по 5 — в АрмССР и УзССР)[6];
- 1963 год: 384 района в городах СССР (из них 238 — в РСФСР, 74 — в УССР, 13 — в БССР, 9 — в АзССР, 8 — в КазССР, по 7 — в ГССР и ЛитССР, 6 — УзССР, по 5 — в АрмССР и ЛатССР[7];
- 1989 год: 623 городских районов в СССР (из них 376 — в РСФСР, 120 — в УССР, 25 — в БССР).

После распада СССР большая часть городов России продолжает иметь городские районы, а в некоторых городах районы были заменены на административные (территориальные) округа.
В постсоветский период наблюдалось уменьшение количества городских районов в Российской Федерации. Так, если в 1989 году было 376 городских районов, то в 2002 году — 328, в 2010 году — 328 (в это число входят (вместо районов Москвы) внутригородские районы, округа, включая административные округа Москвы, и районы Санкт-Петербурга) за счёт укрупнения (например, в Москве 32 района в 1990-е годы были объединены в 9 административных округов, с 2005 года — в 10, а с 2012 года — в 12 административных округов Москвы, которые в свою очередь включают более мелкие районы) или за счёт ликвидации районного деления городов (исчезли районы в таких городах, как Вологда, Благовещенск, Кострома, Курган, Нальчик, Новгород, Таганрог и другие). Кроме того, в ряде городов районы были заменены округами (Архангельск, Белгород, Иркутск, Краснодар, Курск, Липецк, Москва, Мурманск, Омск, Тюмень). С 2014 года число внутригородских районов в РФ увеличилось за счёт районов городов Крыма: Севастополя и Симферополя.
Статус внутригородского района как муниципального образования был определён Федеральным законом, от 6 октября 2003 года, № 131-ФЗ «Об общих принципах организации местного самоуправления в Российской Федерации» с поправками, введёнными Федеральным законом от 27 мая 2014 года № 136-ФЗ, согласно которому внутригородской район — внутригородское муниципальное образование на части территории городского округа с внутригородским делением, в границах которой местное самоуправление осуществляется населением непосредственно и (или) через выборные и иные органы местного самоуправления.
Первым городом, образовавшим городской округ с внутригородским делением, в котором внутригородские районы получили соответствующий статус, стал Челябинск. По состоянию на 1 января 2020 года, в России насчитывалось три города, имеющих статус городского округа с внутригородским делением: Челябинск, Самара, Махачкала.
Города областного значения Свердловской области — Екатеринбург, Нижний Тагил и Каменск-Уральский — включают в себя внутригородские районы, которые не имеют статуса муниципальных образований, а являются административно-территориальными единицами.
Города федерального значения в своем составе образуют районы либо как административные единицы, либо как муниципальные образования. Районы Санкт-Петербурга и районы Севастополя представляют собой административно-территориальные единицы, состоящие из внутригородских муниципальных образований. Районы Москвы представляют собой территориальные единицы, которым соответствуют муниципальные образования (муниципальные округа), территориально входящие в административные округа.